# جرج پالفی
جرج پالفی (مجاری: György Pálfi؛ زادهٔ ۱۱ آوریل ۱۹۷۴) یک کارگردان فیلم و فیلم‌نامه‌نویس اهل مجارستان است.
از فیلم‌هایی که وی در آن‌ها نقش داشته‌است می‌توان به تاکسیدرمی اشاره نمود که در بخش نوعی نگاه در جشنواره فیلم کن ۲۰۰۶ به نمایش درآمد.